# Friedrich Hiller (Archäologe)
Friedrich Eugen Hiller (geboren am 12. März 1926 in München; gestorben am 27. August 2019) war ein deutscher Klassischer Archäologe.

## Leben
Der Sohn des Bildhauers Anton Hiller studierte Klassische Philologie, Germanistik und Klassische Archäologie an der Universität München. Mit der Arbeit Untersuchungen zur Ornamentik der attischen Vasen des 5. und 4. Jahrhunderts vor Christus wurde er 1955 bei Ernst Buschor promoviert.
Nach dem Studium war er Assistent zunächst in München, dann am Deutschen Archäologischen Institut Rom und am Deutschen Archäologischen Institut Athen. Anschließend wurde er Assistent von Heinrich Drerup an der Universität Marburg, an der er im Jahr 1965 mit der Studie Beobachtungen zur griechischen Plastik des späten 5. Jahrhunderts vor Christus habilitiert wurde. 1967 folgte er einem Ruf an die Universität des Saarlandes, an der er den Lehrstuhl für Klassische Archäologie bis zu seiner Emeritierung im Jahr 1994 bekleidete. In die Zeit seiner Tätigkeit fällt die Gründung der Original- und Abgusssammlung des Archäologischen Instituts der Universität des Saarlandes. Von 1973 bis 1975 war Friedrich Hiller Dekan der Philosophischen Fakultät. Zudem war er bis zu seiner Emeritierung Mitglied der Zentraldirektion des Deutschen Archäologischen Instituts und der Römisch-Germanischen Kommission.

## Forschungen
Forschungen führten Friedrich Hiller nach Rusellae und Cap Palinuro, wo er unter der Leitung des damaligen Direktors des DAI Rom, Rudolf Naumann, an den Ausgrabungen teilnahm, im etruskischen Rusellae zum Teil auch die Vertretung der Grabungsleitung übernahm. Mit Heinrich Drerup leitete er 1962 ein Grabungsteam, das die Heilige Quelle im Apollontempel von Didyma und den frühesten Sekos des Heiligtums nachweisen konnte. Weitere Forschungen führten ihn in das thessalische Demetrias, wo er nach Ausscheiden von Vladimir Milojčić im Jahr 1976 die Grabungsleitung übernahm. Dort entwickelte er nach dem Fund mehrerer Formmantelfragmente ein besonderes Interesse für Probleme des Bronzegusses. 
Die Beschäftigung mit antiker Skulptur bildete sein ganzes Leben einen zentralen Punkt seiner Forschungen. Durch seinen Vater geprägt, besaß Friedrich Hiller eigene Erfahrungen als Bildhauer, die ihm einen eigenen Zugang zu diesem Teil antiken Kunstschaffens ermöglichten. Das Bildwerk Polyklets, Sarkophagreliefs des 4. Jahrhunderts v. Chr., hellenistische Herrscherporträts, das Porträt des Augustus waren ebenso Gegenstand seiner Untersuchungen wie abstrakt-theoretische Überlegungen zur Anthropometrie in der griechisch-römischen Antike. Seine formanalytischen Untersuchungen beschränkten sich nicht nur auf die Kunst der griechischen Klassik, auch auf die Kunst geometrischer und hellenistischer Zeit dehnte er seine diesbezüglichen Studien aus. In die Diskussion um die Laokoon-Gruppe griff er mehrfach ein.
Zusammen mit Jean Schaub übernahm Friedrich Hiller 1978 die Notgrabungen im deutsch-französischen Grenzgebiet zwischen den Orten Reinheim im Saarland und Bliesbruck im Département Moselle, die 1983 in eine systematische Untersuchung und 1987 in ordentliche Ausgrabungen überführt wurden. Im Jahr 1989 mündete diese Länder übergreifende Forschungsarbeit in der Gründung des europäischen Kulturparks Bliesbruck-Reinheim. Mit Jean Schaub und Jean-Paul Petit veröffentlichte er in mehreren Aufsätzen die Grabungsergebnisse.

## Schriften
- Untersuchungen zur Ornamentik der attischen Vasen des 5. und 4. Jahrhunderts v. Chr. 1955
- mit Rudolf Naumann und Elisabeth Naumann: Palinuro I. Topographie und Architektur (= Mitteilungen des Deutschen Archäologischen Instituts, Römische Abteilung. Ergänzungsheft 3). Kerle, Heidelberg 1958.
- Formgeschichtliche Untersuchungen zur griechischen Statue des späten 5. Jahrhunderts v. Chr. Philipp von Zabern, Mainz 1971.
- (Hrsg.): Normen und Werte (= Annales Universitatis Saraviensis. Bd. 18). Winter, Heidelberg 1982, ISBN 3-533-03162-4.